# Atlas Histórico Mundial
El Atlas Histórico Mundial: Desde el Paleolítico hasta el siglo XX, es un libro de género atlas, escrito e ilustrado por el profesor, geólogo, investigador e historiador español Julio López-Davalillo Larrea. Fue el cuarto libro de Larrea. En el se habla de la historia humana, desde el Paleolítico, hace unos 7 millones de años; hasta que Indonesia deja de mandar oficialmente en el este de la isla de Timor, dando lugar a Timor Oriental, en octubre de 1999.

## Contenido

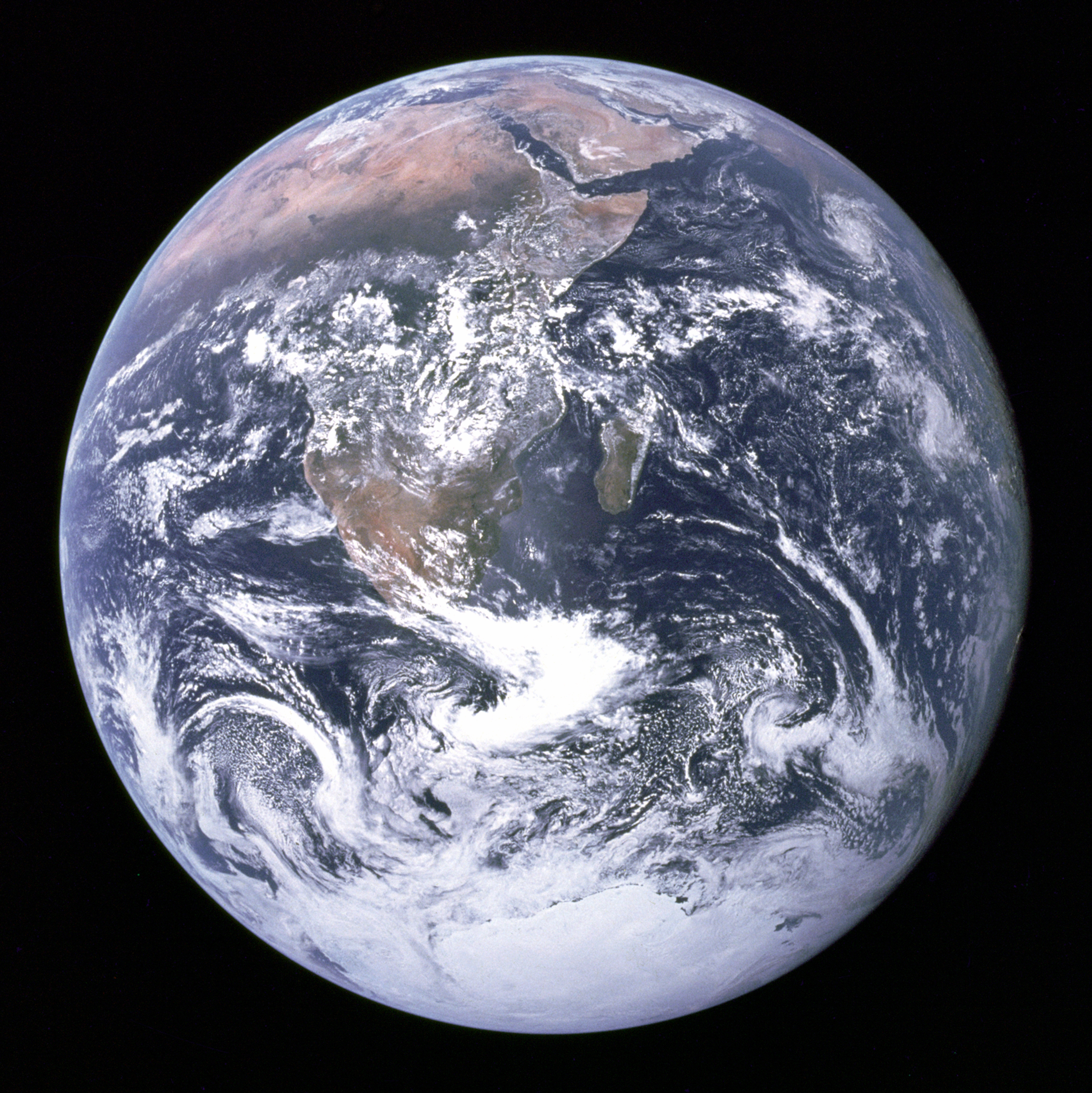
Descripción en el libro, en la página número 19: LA TIERRA Fotografía tomada desde el Apolo XVII en diciembre de 1972 a 35.000 km de distancia

Davalillo Larrea es más conocido por sus libros Atlas de historia contemporánea de España y Portugal, y el Atlas histórico de Europa: Desde el Paleolítico hasta el siglo XX, aun así, este es su tercer libro más popular. Con 258 páginas, es el libro con más páginas de Larrea. La portada fue hecha principalmente por Julio, pero el mapa en la portada, es la portada del famoso libro de Abraham Ortelius Theatrum Orbis Terrarum, salido el 20 de mayo de 1570. El uso de Theatrum Orbis Terrarum, fue para hacer entender a la gente, que allí se recopilan hechos antiguos. El libro se popularizó entre 2014-2015, por la salida de otros libros exitosos de Julio; y en los 2020', cuando creció la popularidad del homeschool, a causa de la pandemia; y en las materias de geografía e historia, se popularizó el libro.

## Introducción
La geopolítica es la ciencia que establece que las características y condiciones geográficas, y, muy especialmente los grandes espacios, desempeñan un papel decisivo en la vida de los Estados, y que el individuo y la sociedad humana dependen del suelo en que viven, estando su destino determinado por las leyes de la geografía. 
Friedrich Ratzel (1844-1904)

El motor activo de la Historia no son, como pretenden los geopolíticos alemanes, la inquietud, la lucha y el combate, los cuales, como factores puramente biológicos, tejían la roja cinta de los acontecimientos humanos. La experiencia histórica demuestra que el poder creador no reside en la lucha —el Imperio asirio es, en este caso, testimonio de mayor excepción—, sino en la capacidad del espíritu social en hacer frente a los sucesivos estímulos internos y externos que se le presentan; ya desde su propio ser, ya de las adversidades, presiones y penalidades que actúan sobre él mismo.
Jaime Vicens Vives (1910-1960)

Mediante este atlas se recorre la historia de la Humanidad, desde que el hombre se convirtió en bípedo hasta el siglo XX, de forma sincrónica o simultanea a través de una serie de mapamundis que cubren determinados tramos cronológicos. La justificación de presentar de esta guisa un atlas histórico mundial o universal estriba en varias consideraciones. Por una parte, porque Historia —con mayúscula— sólo hay una, la de la Humanidad, e historias hay o pueden haber muchísimas. También se justifica por querer hacer profesión de fe de un cierto cosmopolitismo o ecumenismo, que en absoluto significa hacer tabla rasa de cuantos particularismos en el mundo han sido, son y, espero, sigan siendo. También porque, como si habláramos de termodinámica, todos los pueblos del planeta forman un sistema abierto en constante intercambio influjos e influencias vitales, materiales, de valores, etc. Esto es más que evidente en los acelerados tiempos en que vivimos, pero ya en la Prehistoria ocurría lo mismo, sólo que más despacio, claro. Hoy día a través de Internet podemos comunicar en tiempo real a nuestros antípodas un descubrimiento que puede suponer un gran cambio para quien lo reciba, por ejemplo. Pero también en la Antigüedad se producían intercambios de información, como en el caso del conocimiento de la metalurgia del hierro por los pueblos bantúes a lo largo de la segunda mitad del primer milenio antes de nuestra era, que cambió radicalmente su forma forma de vida. ¿Cómo llegó a ellos este conocimiento? Yendo hacia atrás en el tiempo y simplificando un poco el proceso, todo parece indicar que los bantúes conocieron la metalurgia gracias a los herreros kuchitas de Nubia, quienes a su vez la aprendieron de Egipto, que a su vez lo conoció por los asirios y los hititas, quienes por su parte la recibieron de los herreros de algún lugar de Anatolia Oriental o del sur de Cáucaso. (Esta no es toda la introducción, pues es de un largo de seis paginas sin imágenes).
Julio López-Davalillo Larrea

### Índice del Atlas
El atlas se divide en siete partes y ciento veinte y cuatro capítulos:
I. Mapas generales y de referencia
- El planeta Tierra. La Tierra desde el espacio
- Mapamundi físico. El relieve terrestre
- El mundo en el año 2000. Planisferio político terrestre
- Las regiones polares / I. El Ártico y las regiones árticas
- Las regiones polares / II. La Antártida, el continente blanco
- Las familias lingüísticas. Las lenguas y dialectos vivos
- Religiones y cultos. Orígenes y extensión territorial

II. Prehistoria (7 m-3000 a.C.)
- Origen de la Humanidad. Australopithecus y homo habilis (7-1,8 millones)
- El homo erectus. Olduwayense y Achelense (1,8 millones-700.000)
- Los ciclos glaciares. Expansión del Achelense (700.000-130.000)
- Interglaciar Riss-Würm. El Musteriense. Aparición del homo sapiens (130.000-80.000)
- La cuarta glaciación. Dispersión del homo sapiens (80.000-35.000)
- Apogeo del glaciarismo. El poblamiento de América (35.000-16.000)
- El reflujo glaciar. El Magdaleniense (16.000-12.000)
- El Mesolítico. Retorno de la humedad (12.000-8000)
- La revolución neolítica. Expansión de la agricultura (8000-6000)
- Expansión del Neolítico. La agricultura en América (6000-5000)
- La Proto-historia. Nomadismo y sedentarismo (5000-4000)
- Ciudades y estados. El comienzo de Historia (4000-3000)

III. Edad Antigua (3000 a.C.-450 d.C.)
- Primeras civilizaciones. Egipto, Sumer y Acad (3000-2500)
- La época de la arquitectura colectiva. El Imperio Acadio (2500-2000)
- Las grandes migraciones indo-europeas. El renacimiento sumerio (2000-1800)
- El Imperio de Hammurabi. El bronce en Europa y China (1800-1600)
- El apogeo de Egipto. Mitani. Expansión del Bronce (1600-1400)
- Egipto y los hititas. La expansión micénica. China (1400-1200)
- Las nuevas invasiones. Los pueblos del mar. Israel (1200-1000)
- El Hierro en Eurasia. Olmecas y Chavín en América (1000-900)
- El nomadismo ecuestre. Renacimiento de Asiria (900-800)
- La expansión griega. Fraccionamiento de China (800-700)
- El III Imperio asirio. La expansión de los escitas (700-600)
- El fin de Asiria y nuevos reinos en Oriente (600-550)
- El gran Imperio persa. Nuevas religiones. La filosofía (550-500)
- La Edad de Oro griega. Los “reinos guerreros” de China (500-400)
- El Imperio macedonio. La expansión celta en Europa (400-300)
- El Helenismo y Roma. Reunificación de China. Asoka. Inicio de la civilización maya (300-200)
- La expansión romana. El Imperio Han en China (200-100)
- China y el Imperio huno. Mayas y mochicas en América (100-0)
- La “pax romana”. Partia. Nacimiento del cristianismo y expansión del budismo (1-100)
- Los imperios de Eurasia. Expansión de Teotihuacán (100-200)
- Crisis en Roma y China. El Imperio persa sasánida (200-300)
- Grandes migraciones. Los Gupta. Declive de Roma (300-400)
- División y fin de Roma. Germanos, bizantinos y persas (400-450)

IV. Edad Media (450-1450)
- Los reinos bárbaros. Nuevos pueblos en las estepas (450-500)
- Los nuevos imperios. La reunificación de China (500-600)
- La eclosión del Islam. La China de los Tang (600-700)
- El Califato abasida. El Imperio carolingio. Huari (700-800)
- Nuevas migraciones. Declive de los grandes imperios (800-900)
- Nuevos reinos en Eurasia. La expansión vikinga. Ghana (900-1000)
- Europa. China Sung. El Imperio selyúcida (1000-1100)
- El despliegue de Europa. Nuevos estados islámicos. Chimú (1100-1200)
- El gran Imperio mongol. El Islam en la India. Mali (1200-1250)
- Los kanatos mongoles. El Imperio Yuan (China). La Europa gótica (1250-1300)
- El fin del Imperio mongol. Dalhi. Los aztecas en México (1300-1350)
- El Imperio timúrda. La China Ming. Moscovia (1350-1400)
- La China Ming. Egipto. El Renacimiento en Europa (1400-1450)

V. Edad Moderna (1450-1780)
- Los grandes descubrimientos geográficos. América: aztecas e incas (1450-1500)
- Conquista y colonización del Nuevo Mundo. La época de Carlos V (1500-1550)
- El Imperio español. El Imperio otomano. India (1550-1600)
- Nuevos colonizadores. Inglaterra, Francia y Holanda (1600-1650)
- Nuevos conquistadores. Rusia y el Imperio manchú (1650-1700)
- La época del equilibrio. La Revolución científico-técnica (1700-1750)
- La Europa ilustrada. Las guerras coloniales. Prusia (1750-1780)

VI. Edad Contemporánea (1780-2000)
- El nacimiento de EE. UU. La Revolución francesa de 1789 (1780-1800)
- La época de Napoleón. Lucha franco-británica por la hegemonía mundial (1800-1815)
- La Restauración en Europa. Independencia de Iberoamérica (1815-1830)
- Época del liberalismo. Declive de China y Turquía (1830-1850)
- Época del nacionalismo. Unificación de Alemania e Italia. El Japón Meiji (1850-1880)
- Época del colonialismo. El reparto europeo de África (1880-1900)
- Época de la “paz armada”. Hegemonía mundial de Europa (1890-1914)
- Los imperios coloniales / 1. Gran Bretaña y EE. UU.
- Los imperios coloniales / 2. Francia, Bélgica y Holanda
- Los imperios coloniales / 3. Alemania, Italia y Japón
- Los imperios coloniales / 4. España y Portugal
- La I Guerra Mundial. La Revolución rusa de 1917 (1914-1918)
- Período de entreguerras. Liberalismo, fascismo y comunismo (1919-1935)
- La Sociedad de Naciones. Antecedentes, fundación e historia (1919-1946)
- El revisionismo alemán. La marcha hacia la guerra. Japón (1935-1939)
- La II Guerra Mundial. El Eje contra el resto del mundo (1939-1945)
- El mundo de posguerra. La descolonización. China roja (1945-1960)
- La era de la Guerra fría. De Yalta a Malta. Los bloques políticos y militares (1945-1989)
- El fin de la URSS. La reunificación de Alemania (1990-2000)
- La Organización de las Naciones Unidas (1945-2000)
- La explosión demográfica. Superpoblación, grandes despoblados y migraciones
- El reto medioambiental. Desertificación, deforestación y cambio climático
- Las principales organizaciones internacionales. Organizaciones regionales
- El Índice de Desarrollo Humano (IDH). Pobreza y riqueza en el mundo
- El tránsito del siglo XX al XXI. Conflictos abiertos en el mundo
- Países soberanos, territorios y colonias del mundo (1-I-2000)
- Extensión y población de los estados soberanos del mundo

VII. Tablas cronológicas y series dinásticas de los principales países
- Egipto
- Summer
- Acad
- Asiria
- Babilonia
- Imperio hitita
- Israel
- Mitani
- Urartu
- Frigia
- Lidia
- Persia / Irán
- China
- India
- Japón
- Roma
- Bizancio
- Bulgaria medieval
- Imperio árabe
- Imperio turco selyúcida
- Imperio turco otomano
- África del Norte musulmana
- Francia
- Inglaterra
- Escocia
- Suecia
- Dinamarca
- Noruega
- Alemania
- Austria
- Rusia
- España
- Portugal
- Italia
- Estados Unidos